# 海部消防組合
海部消防組合（かいふしょうぼうくみあい）は、徳島県海部郡牟岐町、美波町、海陽町の3町で構成する一部事務組合（消防組合）。

## 管内の現況
- 管内の人口 - 18,644人
  - 牟岐町 - 3,792人
  - 美波町 - 6,376人
  - 海陽町 - 8,476人

2020年（令和2年）2月1日現在
- 管内の面積 - 525.03 km2
  - 牟岐町 - 56.62 km2
  - 美波町 - 140.74 km2
  - 海陽町 - 327.67 km2

2019年（令和元年）10月1日現在

## 沿革
- 1993年（平成5年）4月1日 - 海部消防組合消防本部及び消防署が発足する（構成自治体 : 由岐町、日和佐町、牟岐町、海南町、海部町、宍喰町、鷲敷町、相生町）[1][2]。
- 2005年（平成17年）3月1日 - 鷲敷町、相生町、上那賀町、木沢村、木頭村が合併し那賀町が発足する[1]。
- 2006年（平成18年）3月31日 - 海南町、海部町、宍喰町が合併し海陽町が、日和佐町、由岐町が合併し美波町が発足する[1]。
- 2014年（平成26年）3月31日 - 海部消防組合から那賀町が脱退し、独自に那賀町消防本部を設置。[1]。

## 組織
2019年（平成31年）4月1日現在
- 消防長（消防司令長[2]）
  - 消防次長
    - 総務課
    - 予防課
    - 警防課
    - 海南消防署
      - 庶務係
      - 予防係
      - 警防係
      - 牟岐出張所
        - 庶務係
        - 予防係
        - 警防係

      - 日和佐出張所
        - 庶務係
        - 予防係
        - 警防係

## 消防署等
消防署
| 消防署     | 郵便番号   | 所在地                              |
| ---------- | ---------- | ----------------------------------- |
| 海南消防署 | 〒775-0203 | 徳島県海部郡海陽町大里字松ノ本67の1 |

出張所
| 出張所       | 郵便番号   | 所在地                                  |
| ------------ | ---------- | --------------------------------------- |
| 牟岐出張所   | 〒775-0004 | 徳島県海部郡牟岐町大字川長字新光寺98の1 |
| 日和佐出張所 | 〒779-2302 | 徳島県海部郡美波町北河内字本村279の1    |